# Atemlos durch die Nacht (Film)
Atemlos durch die Nacht ist ein deutscher Fernsehfilm von Stefan Lukschy aus dem Jahr 1996.

## Handlung
Der Bankier Dr. Ferdinand Schumann ist nach dem Tod seiner Frau in eine tiefe Isolation verfallen. Seinen Freunden und Bekannten entfremdet, vergräbt er sich immer mehr in der Arbeit. Als Schumann mit seinem Chauffeur durch Berlin fährt, kommt es zu einem Zusammenstoß mit einem Fahrradkurier. Der Verletzte wird ins Krankenhaus gebracht, doch Schumann fühlt sich verpflichtet, den Auftrag des Kuriers zu Ende zu bringen und verspricht, das Päckchen persönlich zu überbringen. Er macht sich mit dem Fahrrad auf den Weg durch Berlin. Was als einfacher Transport beginnt, entwickelt sich schnell zu einer chaotischen Odyssee. Auf seiner nächtlichen Fahrt begegnet er allerlei skurrilen Gestalten – von türkischen Hochzeitsgesellschaften über leichte Mädchen bis hin zu gewalttätigen Punks.

## Hintergrund
Für den Film Atemlos durch die Nacht, der unter dem Arbeitstitel Der Nachtkurier entstand, zeichnete der Redakteur und Produzent Henner Höhs verantwortlich.
Der Fernsehfilm wurde vom SWR produziert.
Es ist eine Folge der ARD-Reihe Heimatgeschichten, die ursprünglich nicht nur vom NDR produziert wurde.